# Festival international du film de Toronto 1987
Le Festival international du film de Toronto 1987 est la 12e édition du festival. Il s'est déroulé du 10 au 19 septembre 1987.

## Awards
| Award,                                             | Film                          | Réalisateur        |
| -------------------------------------------------- | ----------------------------- | ------------------ |
| People's Choice Award                              | Princess Bride                | Rob Reiner         |
| Best Canadian Feature Film                         | Family Viewing                | Atom Egoyan        |
| Best Canadian Feature Film - Special Jury Citation | Artist on Fire: Joyce Wieland | Kay Armatage       |
| International Critics' Award                       | Un zoo la nuit                | Jean-Claude Lauzon |

## Programme

### Gala Presentation
- La Ménagerie de verre (The Glass Menagerie) de Paul Newman
- Princess Bride (The Princess Bride) de Rob Reiner
- Aux frontières de l'aube (Near Dark) de Kathryn Bigelow
- Le Festin de Babette (Babettes Gæstebud) de Gabriel Axel
- Barfly de Barbet Schroeder
- Les vrais durs ne dansent pas (Tough Guys Don't Dance) de Norman Mailer
- Les Yeux noirs (Oci ciornie) de Nikita Mikhalkov
- Five Corners de Tony Bill
- Le Ventre de l'architecte (The Belly of an Architect) de Peter Greenaway
- L'Inspectrice des impôts (Marusa no onna) de Jūzō Itami
- Sous le soleil de Satan de Maurice Pialat
- Poussières dans le vent (Lian lian feng chen) de Hou Hsiao-hsien
- Un sketch (Aria) de Robert Altman, Bruce Beresford, Bill Bryden, Jean-Luc Godard, Derek Jarman, Franc Roddam, Nicolas Roeg, Ken Russell, Charles Sturridge et Julien Temple
- Magdalena Viraga de Nina Menkes (en)
- Mauvais Sang de Leos Carax
- La mitad del cielo de Manuel Gutiérrez Aragón
- Un hombre de éxito (es) de Humberto Solás

### Canadian Perspective
- I've Heard the Mermaids Singing de Patricia Rozema
- Family Viewing d'Atom Egoyan
- Un zoo la nuit de Jean-Claude Lauzon

### Documentaires
- Artist on Fire: Joyce Wieland par Kay Armatage
- Vincent (en) par Paul Cox